# Leighton (namn)
Leighton är ett förnamn. 

## Personer med tilltalsnamnet
- Leighton Rees (1940-2003), walesiska dart spelare
- Leighton James (f. 1953), walesiska fotbollsspelare
- Leighton Baines (f. 1984), Engelsk fotbollsspelare
- Leighton Meester (f. 1986), Amerikansk skådespelare